# Šperploča
Šperploča jeste presovano drvo. Koristi se za izolaciju i tehničku kulturu. Takođe se koristi za izradu raznih modela kuća i gradova. Ona je lagana, mekana, čvrsta, i nije porozna. Šperploča se dobija unakrsnim lepljenjem neparnog broja slojeva furnira.
Kao i drugi proizvodi na bazi drveta, i šperploča je osetljiva na atmosferske uticaje, te se stoga preporučuje odgovarajuće skladištenje i pažljivo rukovanje. Kod većine vrsta šperploča male promene u sadržaju vlage neće dovesti do promene u dimenzijama. Preporučuje se da se za skladištenje šperploče za unutrašnju upotrebu obezbede isti uslovi kojima će biti izložena i na mestu ugradnje. Šperploča se dobija rezanjem i lepljenjem neparnog broja slojeva furnira, koji se slaže jedan preko drugog unakrsno. Na taj način se povećava čvrstina šperploče kao materijala. Upotrebljava se u zanatstvu i industriji za proizvodnju nameštaja, stolarije i drugih predmeta.

## Spoljašnje veze
- [https://web.archive.org/web/20130510051824/http://www.prowoodworkingtips.com/Material_Uses_Index.html